# 鮒佐

鮒佐（ふなさ）は、文久2年（1862年）に創業。163年の伝統を持つ東京都台東区浅草橋に存在する佃煮の製造・販売の老舗である。
鮒佐の名は、創業者である初代 大野佐吉が、醤油で「鮒」を付け焼きした「鮒のすずめ焼」を商っていた事と、佐吉の名前の「佐」に由来する。
今でも続くその＂江戸前の味＂は、一子相伝の製法により、初代からしっかりと受け継がれている。
初代佐吉が創案した佃煮は、それまで塩煮であった佃煮を独自な改良（種類ごとの素材に分け、当時高級であった醤油を初めて使用するという斬新な発想）のもと現在の佃煮の原型を創り出した。これが、鮒佐が「佃煮の元祖」といわれる所以である。

## 伝統

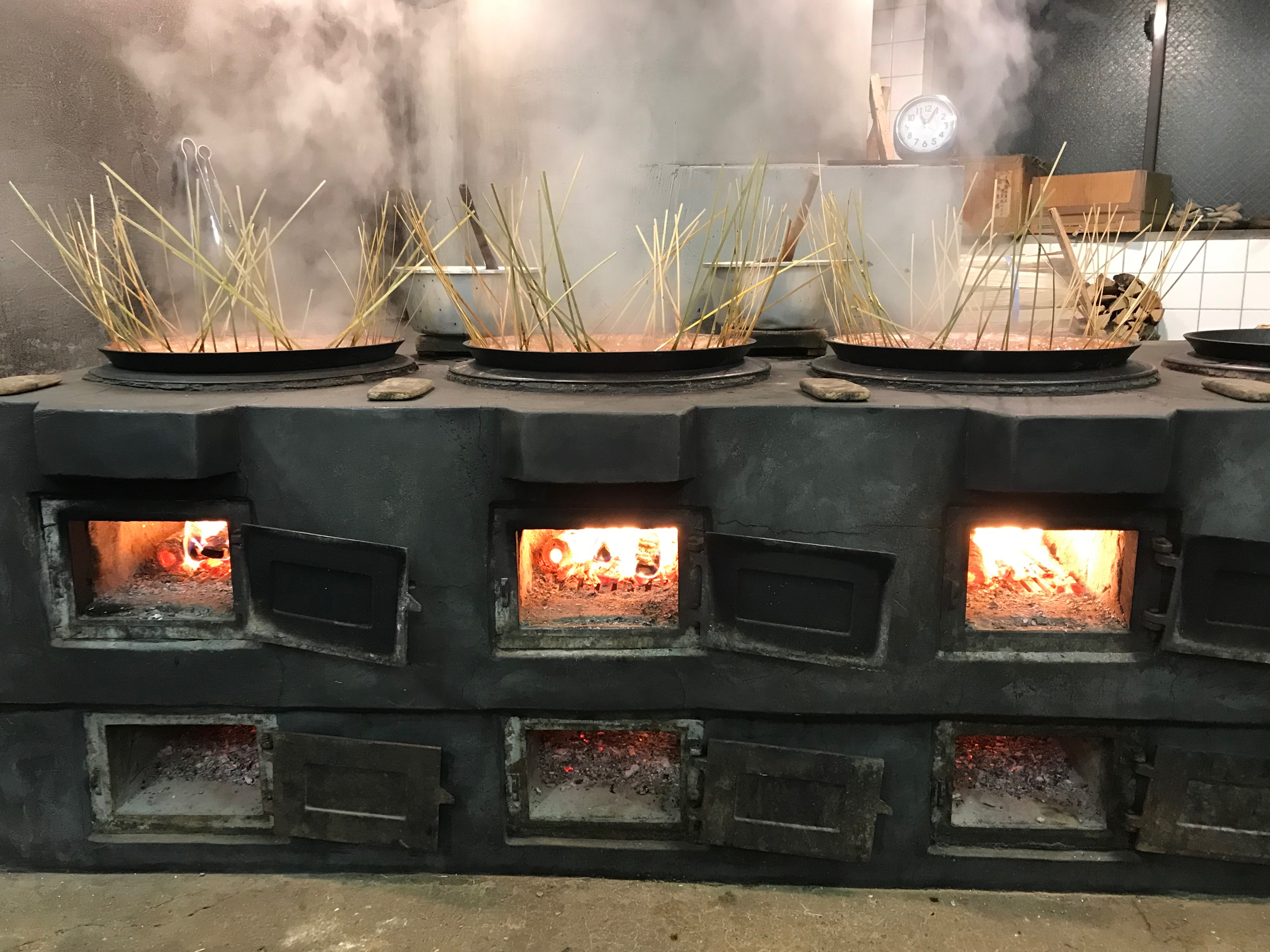
佃煮製造に実際に使用されているへっつい

初代佐吉のモット－である「家業に誠実たれ」を守り続けている。職人にたよる事なく主人が自ら釜の前に立ち、創業当時と変わらず薪をへっついにくべて、秘伝のタレを使用している。鮒佐の佃煮は創業以来変わらない製法で作られている。

## 歴史

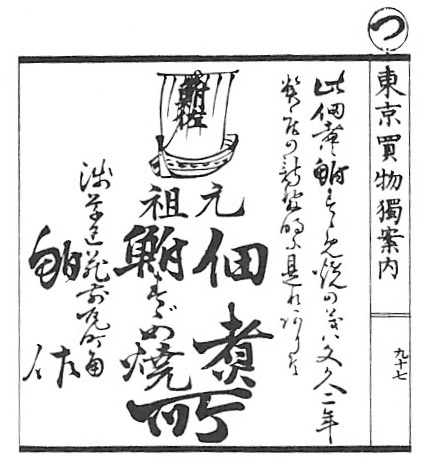
（明治23年の鮒佐の広告、西尾忠久『江戸・老舗さんぽ』誠文堂新光社、1982）

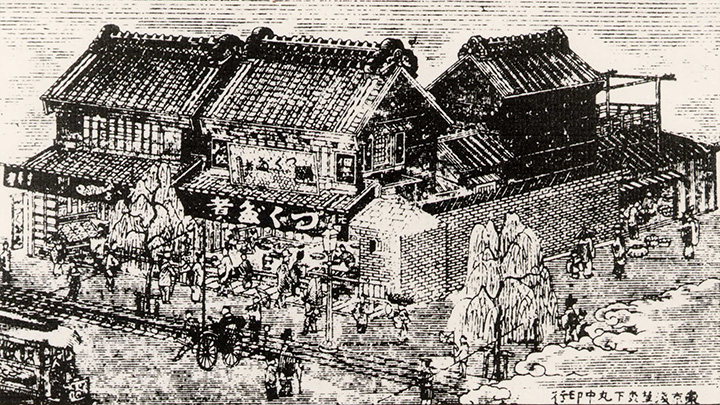
大正12年の関東大震災で焼失する以前の店舗。右奥の家屋は佐吉の開いた剣術の道場であった。

文久2年（1862年）2月15日に鮒屋佐吉こと初代 大野佐吉が浅草瓦町に佃煮店として「鮒佐」を創業する。創業当初は夏に旬の小魚や貝を佃煮として販売し、冬に鮒のすずめ焼きを販売していた。
佐吉と佃島の塩煮との出会いは隅田川河口に釣りにでた折、暴風雨に遭い佃島に避難したことに依る。 佐吉は鮒佐を創業する以前、江戸四宿の一つ千住の名物「鮒のすずめ焼き」等を商いとしていた。 避難した際に、現地漁師に振るまわれた「雑魚の塩煮」に感銘を受け、佐吉は佃煮を作りを始める。 それまでの佃煮は漁師の保存食であった魚介類をまとめて塩で煮るというものであったが、佐吉は独自な改良のもと、魚は魚、貝は貝というように素材を種類ごとに分け、当時まだ高級であった醤油を使用して、現在の佃煮の原型を創り出した。
明治43年（1910年）に佐吉の5男 開之助が二代目 鮒屋佐吉を継承する。同年8月に東京下町大水害が発生し、下町一帯が冠水するという未曾有の事態に陥った。瓦町周辺は冠水の直接的被害はなかったものの、日本橋魚河岸が冠水して機能停止となる。そのため佃煮の原材料となる小魚や貝が入荷できない事態となる。不測の事態に困惑する開之助であったが、親戚の「料亭では牛蒡の煮物が食膳に出る」との言葉から牛蒡の佃煮を考案し、その不測の事態を脱した。これ以降、牛蒡の佃煮は鮒佐を代表する商品の1つとなる。明治45年（1912年）開之助は戸籍上から佐吉を襲名し、二代目 大野佐吉となる。
大正5年（1916年）二代目 佐吉の死去に伴い、初代佐吉の7男 城が三代目 鮒屋佐吉を継承する。大正12年（1923年）9月1日の関東大震災により、店舗を焼失する。その際、初代佐吉が生み出したタレも焼失している。同年11月に仮店舗にて営業を再開、大正15年（1926年）には新店舗にて営業を再開した。

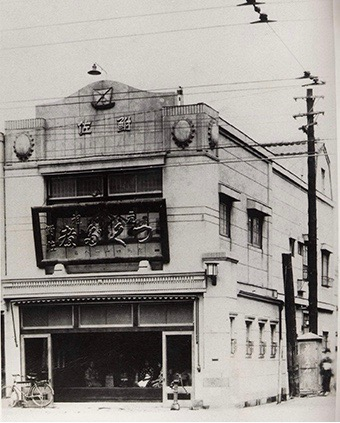
昭和元年の店舗の様子

昭和13年（1938年）に三代目 佐吉は、弟の金盛（初代佐吉の8男）に「池の端鮒佐分店」を本郷区湯島天神町で開店させる。昭和14年（1939年）9月1日に第二次世界大戦が勃発。戦時物価統制令により、昭和16年（1941年）8月15日に鮒佐は一時休業となる。当時は原料である醤油が入荷できても、煮る小魚や貝が入荷できない。またはその逆の状態が続いたという。昭和20年（1945年）3月10日の東京大空襲により本店、池の端分店ともに店舗が焼失した。昭和22年（1947年）4月1日に営業を再開、同年9月17日に株式会社 鮒佐を設立した。
昭和23年（1948年）大野金盛が鮒佐からのれん分け、日本橋室町に日本橋鮒佐を開業する。なお日本橋鮒佐の開業に伴い、三代目 佐吉は弟の金盛に対して一升樽4本のタレを分与している。昭和29年（1954年）4月1日に鮒佐 三代目大野佐吉が日本橋鮒佐 大野金盛に対して「大野金盛及び金盛の直系卑属」に限り、鮒佐の商標を無償で使用することを許可した。

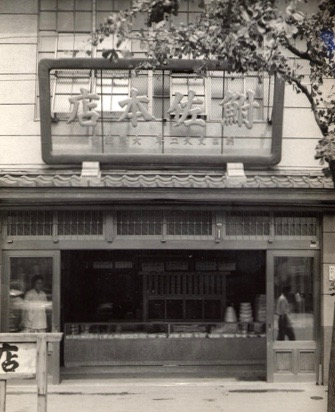
昭和28年の店舗の様子。戦後に再建された新店舗。

昭和37年（1962年）2月15日に創業100周年を迎える。昭和41年（1966年）に城が戸籍上から三代目 大野佐吉を襲名した。

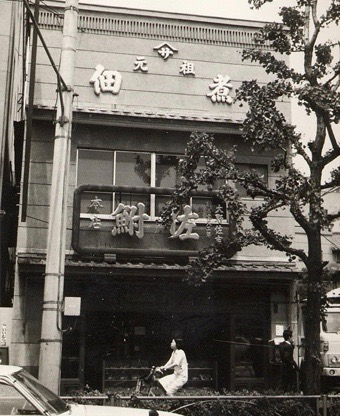
昭和54年の店舗の様子。

昭和59年（1984年）に城三郎が四代目 大野佐吉を襲名。昭和63年（1988年）に鮒佐ビル（現店舗）を建設する。平成10年（1998年）に四代目 佐吉が小はぜの佃煮を半世紀ぶりに復刻。以来、季節限定の佃煮として販売されている。
平成16年（2003年）5月1日に大野真敬が代表取締役に就任、五代目 鮒屋佐吉を継承する。
平成20年（2008年）に真敬が五代目 大野佐吉を襲名。
平成24年（2012年）に創業150年を迎えた。平成30年（2018年）2月に創業156年を記念して海苔の佃煮を復刻。海苔の佃煮は約70年ぶりの復刻となった。

## 大野 佐吉 (初代)

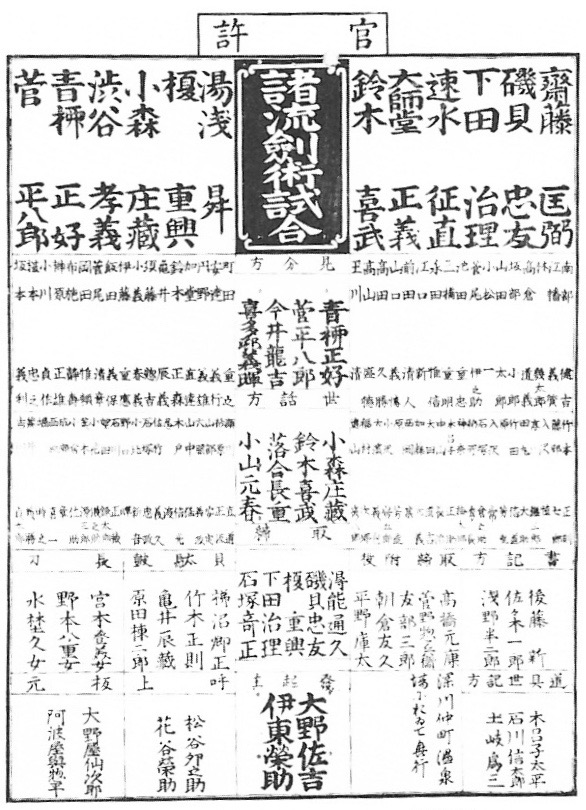
（明治10年から20年ごろに、深川仲町温泉場で佐吉が発起人となって開催した剣術試合の番付、西尾忠久『江戸・老舗さんぽ』誠文堂新光社、1982より）

大野 佐吉（おおの さきち、天保2年（1831年）？ - 明治39年（1906年）6月1日）は、江戸時代後期の商人。北辰一刀流の達人でありながら、醤油で魚貝類を煮込むという今日食される佃煮の形を創り上げた人物。鮒屋佐吉とも呼ばれていた。
天保2年（1831年）に下総国郷士であった大野與惣兵衛の子として、下総国葛飾郡九日市村(現 千葉県船橋市本町)で誕生する。
嘉永年間に入り、佐吉は剣の腕を磨くために江戸に移住する。そこで佐吉は、神田於玉ヶ池の玄武館に入門、師範千葉周作のもとで北辰一刀流を学んだ。佐吉の腕前は免許皆伝こそ叶わなかったものの、明治には佃煮製造の傍らで自身の道場を持ち門下生を抱え、諸流剣術試合を開催するなどその腕前は確かなものであった。
剣術修行に励む中で佐吉は川合銀と結婚。8男5女を儲けた。後に浅草柳橋(現 東京都台東区柳橋)に住む銀の親戚を頼りに、浅草瓦町(現 東京都台東区浅草橋)に土地を購入した。
江戸で剣術修行に励む佐吉であったが、時代は幕末。揺れ動く世の中を見て、商人に将来性を感じた佐吉は武士の身分を捨て、商人となることを決意する。
佐吉は今後の商いを探すため江戸を三日三晩歩き続けた末、江戸四宿の1つである千住の名物「鮒のすずめ焼き」と出会う。当時、江戸市中では鮒のすずめ焼きは売られておらず、佐吉の売る鮒のすずめ焼きは江戸で好評を得た。これにより、佐吉は「鮒屋佐吉」と呼ばれるようになった。
安政年間に入り、佐吉は隅田川に趣味の釣りに出かける。その際、暴風雨に遭い佃島に漂着する。漂着した先で地元の漁師が振舞ってくれた「雑魚の塩煮」に感銘を受ける。なお、雑魚の塩煮は安政5年（1858年）に棒手振りの青柳才助によって、「佃」島の塩「煮」から「佃煮」と名付けられる。当時の佃煮は魚貝類を一色単に海水で煮込んだものであった。
雑魚の塩煮に目を付けた佐吉は、当時大変高価であった下総の醤油で具材を煮込むことを考案。さらに、具材は従来のように一色単に煮込まず、種類ごとに煮込むという画期的な佃煮を生み出した。
文久2年（1862年）2月15日、佃煮専門店を開業。店名は自身の屋号である「鮒屋」と自身の名前である「佐吉」から「鮒佐」と名付けた。佐吉の生みだした佃煮は江戸で瞬く間に人気を得た。
明治年間、佐吉は佃煮を缶詰にして販売することを思いつく。そこで3男 廣吉を3ヶ月間渡米させて、缶詰業の視察を命じる。その後佃煮は缶詰で販売されることはなかった。
明治39年（1906年）6月1日75歳没。
佐吉の死後、5男 開之助が佐吉の名前と店を受け継ぐ。それ以後、鮒佐の当主は戸籍上から佐吉の名前を襲名。佐吉の編み出した製法は、162年続く現在も名前と共に変化することなく受け継がれている。現在、佐吉の名前と技は曾孫である五代目 大野佐吉に引き継がれている。

## 店舗
現在、鮒佐の製造販売は東京都台東区浅草橋のみである。昭和13年（1938年）に本郷区湯島天神町に池の端分店が存在したが、昭和20年（1945年）の東京大空襲で焼失した。
現在、鮒佐とは別に日本橋鮒佐が存在するが、別企業である。なお、日本橋鮒佐は昭和23年(1948年)に浅草橋から、のれん分けした企業である。

## 鮒佐と文学
文学者が鮒佐を登場させている。
- 永井荷風『おかめ笹』、春陽堂（1920）/ 岩波文庫（2002）ISBN 9784003104194[3]
- 落語（『包丁』）

## 沿革
- 1831年（天保2年）: 下総国葛飾郡九日市村で初代 大野佐吉 誕生
- 1850年代後半（嘉永年間）: 初代 佐吉が江戸に上京、玄武館にて剣を習う
- 1850年代後半（安政年間）: 初代 佐吉が武士を辞め、鮒のすずめ焼きを商いとする 鮒屋佐吉と呼ばれる
- 1850年代後半（安政年間）: 初代 佐吉が佃島に漂着、雑魚の塩煮と出会う
- 1862年（文久2年） 2月15日：初代 佐吉 浅草瓦町に鮒佐を創業
- 1910年（明治43年）：開之助　二代目 鮒屋佐吉継承（襲名は明治45年）
- 1910年（明治43年）8月：東京下町大水害の影響により初めて牛蒡を佃煮として製造・販売する
- 1912年（明治45年）：開之助 二代目 大野佐吉を襲名
- 1916年（大正5年）：城 三代目 鮒屋佐吉継承（襲名は昭和41年）
- 1923年（大正12年）9月1日：関東大震災により店舗焼失
- 1923年（大正12年）11月：仮店舗にて営業再開
- 1926年（大正15年）：新店舗新築落成
- 1938年（昭和13年）：三代目佐吉　弟の大野金盛に本郷区湯島天神町で『池の端鮒佐分店』を開業させる
- 1941年（昭和16年）8月15日：戦時物価統制令により休業
- 1945年（昭和20年）3月10日：東京大空襲により本店・分店ともに店舗焼失
- 1947年（昭和22年）4月1日 ：創業地浅草橋で仮店舗にて営業再開
- 1947年（昭和22年）9月17日 ：株式会社 鮒佐を設立、
- 1948年（昭和23年）：大野金盛が浅草橋からのれん分け、日本橋室町に日本橋鮒佐を開業
- 1953年（昭和28年）：新店舗新築落成
- 1954年（昭和29年）12月1日：三代目 佐吉が大野金盛に対して「大野金盛及び金盛の直系卑属に限り」鮒佐の商標使用を認める
- 1962年（昭和37年）2月15日：創業100年を迎える
- 1966年（昭和41年）：城 三代目大野佐吉を襲名
- 1984年（昭和59年）：城三郎 四代目大野佐吉を襲名
- 1988年（昭和63年）4月20日：鮒佐ビル（現店舗）新築落成
- 2003年（平成16年）5月1日 ：真敬が代表取締役に就任、五代目 鮒屋佐吉を継承
- 2008年（平成20年）：真敬 五代目大野佐吉を襲名
- 2012年（平成24年）2月15日：創業150年を迎える